# Razputin (personagem)
Razputin "Raz" Aquato é o protagonista da série de jogos eletrônicos Psychonauts, desenvolvida pela Double Fine Productions. Ele é um jovem acrobata com habilidades psíquicas que sonha em se tornar um agente da organização secreta conhecida como Psychonauts.

## Biografia fictícia
Razputin nasceu em uma família circense chamada Aquato, composta por acrobatas itinerantes. Desde cedo, demonstrou poderes psíquicos, o que causou conflitos com seu pai, Augustus, que aparentemente rejeitava essas habilidades. Posteriormente, revela-se que Augustus também era um psíquico, e que seu comportamento visava proteger Raz de uma antiga maldição que assola sua família.
A maldição familiar foi lançada pela rival família Galochio e impede que qualquer membro dos Aquato entre em contato com a água, sob risco de morte. No jogo, isso se manifesta como uma mão sobrenatural que tenta afogar Raz sempre que ele entra em águas profundas.
Determinando-se a se tornar um Psychonaut, Raz foge de casa e se infiltra no Whispering Rock Psychic Summer Camp, onde passa por treinamentos e descobre uma conspiração para roubar cérebros de crianças e usá-los em tanques psíquicos.

## Aparência
Raz é caracterizado por sua pele amarelada, cabelos castanho-avermelhados e olhos verdes. Ele costuma usar um capacete de couro com óculos de aviador, uma jaqueta marrom, suéter de gola alta listrado em verde, calças de veludo cotelê e sapatos pretos. Em Psychonauts 2, após ter suas roupas originais roubadas, passa a usar um blazer bege, suéter verde-azulado, jeans e sapatos bege.

## Personalidade
Raz é otimista, curioso e determinado. Ele idolatra os Psychonauts e sonha em se tornar um deles. Apesar de sua juventude, demonstra grande maturidade emocional, empatia e coragem. No entanto, sua ambição pode levá-lo a agir impulsivamente, como quando altera a mente de uma mentora, resultando em consequências imprevistas.

## Habilidades
Além de suas habilidades acrobáticas herdadas da vida no circo, Raz possui diversos poderes psíquicos, incluindo:
- Telecinese: mover objetos com a mente.
- Pirocinese: gerar e controlar fogo.
- Leitura mental: acessar os pensamentos de outros.
- Projeção mental: criar uma versão alternativa de si mesmo.
- Clarividência: ver o mundo da perspectiva de outros.
- Conexão Mental: controlar os pensamentos de outras pessoas.[3]

Em Psychonauts 2, Raz também demonstra a capacidade de manipular a água, sugerindo uma evolução na maldição que antes o impedia de interagir com ela.

## Desenvolvimento e recepção
Raz foi criado por Tim Schafer e é dublado por Richard Steven Horvitz. Sua caracterização como um jovem herói psíquico foi bem recebida pela crítica e pelos fãs, sendo considerado um dos personagens mais carismáticos e memoráveis dos jogos de plataforma.

## Papel nos jogos

### Psychonauts (2005)
Em seu jogo de estreia, Psychonauts, Raz invade o acampamento Whispering Rock Psychic Summer Camp com o objetivo de se tornar um Psychonaut. Ele participa de treinamentos psíquicos e explora a mente de diversos personagens, revelando traumas, desejos e inseguranças. O enredo gira em torno de uma conspiração para roubar cérebros de crianças psíquicas e utilizá-los como armas. Raz acaba desempenhando um papel crucial para deter o vilão Coach Oleander.

### Psychonauts 2 (2021)
Psychonauts 2 se passa imediatamente após os eventos do jogo original e do spin-off em VR, Psychonauts in the Rhombus of Ruin. Raz finalmente chega à sede da organização Psychonauts e descobre que há uma ameaça interna ligada ao retorno da poderosa vilã Maligula. Durante o jogo, Raz explora mentes mais complexas e psicologicamente profundas, enfrentando temas como luto, vício e saúde mental. Sua jornada pessoal também avança, especialmente com o desenvolvimento de sua relação com a família e com a descoberta de que a maldição dos Aquato não é exatamente o que parecia.

## Outras mídias
Razputin aparece também no jogo em realidade virtual Psychonauts in the Rhombus of Ruin (2017), que serve como uma ponte narrativa entre o primeiro e o segundo jogo. Ele também é mencionado e referenciado em materiais promocionais da Double Fine e em outras mídias relacionadas a jogos independentes.

## Legado
Raz é frequentemente citado como um dos protagonistas mais distintos da era moderna dos jogos de plataforma, por conta de sua personalidade carismática e pela abordagem criativa e emocional dos mundos mentais que explora. A série Psychonauts recebeu aclamação crítica tanto pela escrita quanto pela originalidade, sendo indicada a diversos prêmios. Raz, como personagem, é apontado como um símbolo do estilo narrativo único da Double Fine.

## Curiosidades
- Richard Steven Horvitz, dublador de Raz, também é conhecido por interpretar Zim em Invader Zim e Kaos na franquia Skylanders.[6]
- A criação de Razputin foi inspirada em experiências reais de Tim Schafer com meditação e imaginação.[7]
- Durante o desenvolvimento original, Raz tinha o codinome “D’Artagnan” e usava uma espada, conceito abandonado nas versões finais do jogo.[7]